# Lijst van trainers van FC Cincinnati
Deze lijst omvat de voetbalcoaches die de Amerikaanse club FC Cincinnati hebben getraind vanaf 2019 tot op heden.
| Seizoen | Trainer(s)                | Prijzen | Bijzonderheden          |
| ------- | ------------------------- | ------- | ----------------------- |
| 2019    | Alan Koch                 |         | 0                       |
| 2019    | Yoann Damet (interim)     |         | 0                       |
| 2019    | Ron Jans                  |         | 0                       |
| 2020    | Ron Jans                  |         | 0                       |
| 2020    | Yoann Damet (interim)     |         | Tweede interim periode. |
| 2020    | Jaap Stam                 |         | 0                       |
| 2021    | Jaap Stam                 |         | 0                       |
| 2021    | Tyrone Marshall (interim) |         | 0                       |
| 2022    | Pat Noonan                |         | 0                       |
| 2023    | Pat Noonan                |         | 0                       |
| 2024    | Pat Noonan                |         | 0                       |
| 2025    | Pat Noonan                |         | 0                       |